# 조한창
조한창(趙漢暢, 1965년 5월 14일 ~)은 대한민국의 법조인으로, 현직 헌법재판소 재판관(2025. 1. 1.~)이다.

## 생애
1965년생으로 경기도 수원 출생으로, 상문고등학교를 거쳐 1987년 서울대학교 사법학과를 졸업하였다. 재학 중 1986년 제28회 사법시험에 합격하였으며, 사법연수원을 18기로 수료한 후 1992년 부산지방법원 동부지원 판사로 임관하여 각급 법원에서 재판 업무를 담당하였다.
2009년에는 서울중앙지방법원에서 근무하며 미국산 쇠고기 수입반대 시위 사건을 집중 배당받아 유죄를 선고했고, 2015년에는 서울행정법원 수석부장판사로 근무하며 이규진 판사로부터 해산된 통합진보당 국회의원들의 의원직 상실 여부를 결정하는 재판 결과에 영향을 끼치라는 압력을 받은바 있다. 이후 2021년 퇴직하였고, 법무법인 도울 대표변호사로 일하였다.
국회에서 선출하는 헌법재판소 재판관 후보 중 국민의힘 몫으로 2024년 11월부터 유력하게 검토되었으며, 2024년 12월 26일에 국회에서 선출안이 가결되었고, 2024년 12월 31일 최상목 대통령 권한대행에 의해 헌법재판소 재판관 임명안이 재가되었다. 2025년 1월 1일에 임기가 시작되어 1월 2일에 취임식을 치렀다.

## 학력
- 상문고등학교 졸업
- 서울대학교 법과대학 법학 학사
- 고려대학교 법무대학원 법학석사과정 수료

## 경력
- 1986년: 제28회 사법시험 합격
- 1989년: 제18기 사법연수원 수료
- 1992년: 부산지방법원 동부지원 판사
- 1999년: 서울지방법원 판사
- 2001년: 서울고등법원 판사
- 2002년: 대법원 재판연구관
- 2005년: 제주지방법원 수석부장판사
- 2006년: 사법연수원 교수
- 2008년: 서울중앙지방법원 부장판사 (형사합의 경제전담부)
- 2011년: 수원지방법원 평택지원장
- 2012년: 부산고등법원 창원재판부 부장판사
- 2013년: 서울고등법원 부장판사 (민사 언론전담부)
- 2015년: 서울행정법원 수석부장판사 직무대리
- 2016년: 서울고등법원 부장판사 (행정 조세전담부)
- 2021년~2024년: 법무법인 도울 대표변호사
- 2025년~: 헌법재판소 재판관